# 京北承宣
京北承宣（越南语：／），是後黎朝十三承宣之一，東接安邦承宣，北面同太原、諒山承宣交壤，西連山西承宣，西南直接奉天府，南毗山南承宣，東南鄰海陽承宣。

## 建制沿革
京北承宣之地在黎初屬北道所轄，黎太宗紹平年間歸北江上下路轄。黎聖宗光順七年（1466年）劃定天下為十二承宣，始設北江承宣。光順十年（1469年），全國政區重劃時改為京北承宣。洪德二十一年（1490年）四月，黎聖宗下令繪製各承宣地圖（劃定版圖），各承宣改題為「處」，京北承宣為京北處。黎襄翼帝洪順年中因軍事漸重改稱為鎮。
南北朝時京北鎮屬莫朝所領，莫朝朝廷以順安府改隸海陽鎮，至後黎朝收復東京後，黎世宗光興十六年（1593年）將順安府再劃回京北鎮轄。
西山朝、阮初時京北鎮屬北城轄，明命三年（1822年）明命帝改京北鎮為北寧鎮，明命十二年（1831年）北城諸鎮撤鎮設省，北寧鎮撤改北寧省。

## 行政區劃
京北承宣轄4府19縣。
- 慈山府領東岸縣、安丰县、僊遊縣、武江縣、桂陽縣5縣
- 順安府領嘉林縣、文江县、嘉定縣、良才縣、超類縣5縣
- 北河府領安越縣、金華縣、洽和县3縣[2]
- 諒江府領陆岸县、安勇县、右陇县、安世县、鳳眼縣、保祿縣6縣